# János Anka
János Anka (n. 5 mai 1883 Tăureni - d. ?, 1941, ?) a fost un scriitor, poet și ziarist maghiar din Transilvania.